# ミニマム・ディスタンス
ミニマム・ディスタンス（Minimum Distance, 略：MND）は熱気球競技における種目の一つである。

## 概要
大会主催者側が決定した離陸地と同一個所がターゲットとなる競技。すべての競技者は同一地点から離陸する必要がある。ターゲットの付近にマーカーと呼ばれる目印を落とし、どのくらいターゲットの近くに寄る事ができたかを競う。ただし、離陸して数十分(10分～30分)飛行しなければマーカーを投げる事はできない。飛行時間はその都度、大会主催者側が決定する。パイロット・デクレアド・ゴール(PDG)、フライオン・タスク(FON)などと複合して行われることが多い。

## 他の競技種目
- ジャッジ・デクレアド・ゴール(JDG)
- フライイン・タスク(FIN)
- パイロット・デクレアド・ゴール(PDG)
- フライオン・タスク(FON)
- ヘジテーション・ワルツ(HWZ)
- ヘア・アンド・ハウンド(HNH)
- マキシマム・ディスタンス(MXD)
- ミニマム・ディスタンス・ダブル・ドロップ(MNDD)
- マキシマム・ディスタンス・ダブル・ドロップ(MXDD)
- エルボー・タスク(ELB)
- カリキュレイテッド・レイティング・アクセス・タスク(CRAT)